# Gaius Rasinius Tettianus
Gaius Rasinius Tettianus (vollständige Namensform Gaius Rasinius Gai filius Sergia Tettianus) war ein im 1. Jahrhundert n. Chr. lebender Angehöriger des römischen Ritterstandes (Eques).
Durch eine Inschrift, die bei Asisium gefunden wurde und die auf 14/68 datiert wird, ist belegt, dass Tettianus Präfekt einer Cohors Raetorum war. Laut John Spaul war er Präfekt der Cohors I Raetorum. Tettianus war in der Tribus Sergia eingeschrieben.